# Norberto Díaz
Norberto Díaz (Buenos Aires; 1 de marzo de 1952 - ibídem; 18 de diciembre de 2010) fue un actor argentino. 

## Biografía
Hasta los 18 años no tenía intenciones de ser actor. Intentaba empezar Psicología mientras militaba en Juventud Peronista. Pero siguiendo pasos de una novia, empezó a tomar clases de teatro y descubrió vocación. 
Su “primer amor en el viaje del aprendizaje” según contaba fue con Hedy Crilla. Después siguió formándose al lado de Lito Cruz y Augusto Fernandes. De 1976 a 1980 formó parte del Grupo de Repertorio dirigido por Agustín Alezzo: allí protagonizó sus primeros trabajos como Sólo 80, Tiempo de vivir o Despertar de primavera. En esa época participó en el Teatro Abierto.
Mientras sus trabajos teatrales continuaban, convocado a televisión, medio que, nunca dejó de lado su perfil bajo, lo haría cara conocida para gran público. Debutó en División Homicidios de José Slavin y luego participó en telenovelas como Trampa para un soñador y prestigiosos ciclos como Nosotros y los miedos, Compromiso, ¿Qué nos pasa, che? o Situación límite. También aparecería en películas emblemáticas del cine nacional de los 80 como No habrá más penas ni olvido, Darse cuenta y Mirta, de Liniers a Estambul de la que fue protagonista junto a Emilia Mazer. Pero televisión sería medio que lo afianzaría en imaginario popular con su papel en Hombres de ley junto a Federico Luppi y Rubén Stella. 
Su profesión también le dio familia: de su matrimonio de nueve años con la actriz Alejandra Abreu, en 1986 nació su hija Manuela también actriz. En los años 90 sufrió vaivenes laborales pero nunca bajó brazos y empezó a trabajar con frecuencia en telenovelas. Sobre todo a partir de su recordado papel como Darío Servente en Ricos y famosos sería convocado recurrente para interpretar villanos en tiras como Muñeca brava, Yago, pasión morena, 1000 millones o Collar de Esmeraldas. Se dio gran gusto actuando en El faro, película de su amigo Eduardo Mignogna. Dos de las últimas obras que actuó fueron Las chicas del calendario y El diario de Anna Frank.
Era hincha del Club Atlético Huracán.

## Fallecimiento
El 18 de diciembre de 2010 se encontraba en una quinta pasando el fin de semana con su hija Manuela y un grupo de amigos. Después de almorzar, estaba un poco cansado y decidió dormir breve siesta. Horas más tarde sus amigos se preocuparon porque él no se había levantado. Falleció ése mismo día de un infarto agudo de miocardio mientras dormía, tenía 58 años. Su salud se había visto resentida en los últimos años por problemas gástricos. En el 2008, había sido operado de una hernia. Sus restos fueron inhumados al día siguiente en el Panteón de Actores del cementerio de La Chacarita.

### Reconocimiento póstumo
En 2011 la Fundación Konex le fue otorgado post mortem con un diploma al mérito en la disciplina Actor de Televisión.

## Televisión
| Año         | Programa                                    | Canal      | Personaje                                    |
| ----------- | ------------------------------------------- | ---------- | -------------------------------------------- |
| 1973        | Lo mejor de nuestra vida... nuestros hijos  | Canal 9    |                                              |
| 1976        | División Homicidios                         | Canal 9    |                                              |
| 1976        | Paulina Morales                             | Canal 7    | Maximiliano.                                 |
| 1980        | Trampa para un soñador                      | Canal 9    | Polo.                                        |
| 1982        | Juan sin nombre                             | Canal 9    |                                              |
| 1982        | Un callejón en las nubes                    | Canal 9    | Osvaldo.                                     |
| 1982        | Nosotros y los miedos                       | Canal 9    |                                              |
| 1983        | Compromiso                                  | Canal 13   |                                              |
| 1984        | Situación límite                            | ATC        |                                              |
| 1985        | ¿Qué nos pasa, che?                         | ATC        |                                              |
| 1987 - 1988 | Hombres de ley                              | ATC        |                                              |
| 1989        | De los Apeninos a los Andes                 | Canal 9    |                                              |
| 1991        | Cosecharás tu siembra                       | Canal 9    | Vittorio Spadaro.                            |
| 1992        | El oro y el barro                           | Canal 9    | Néstor Arce.                                 |
| 1992        | Zona de riesgo                              | Canal 13   |                                              |
| 1993        | Celeste siempre Celeste                     | Telefe     | Guido Pizzamiglio.                           |
| 1994        | Más allá del horizonte                      | Canal 9    | Adalberto Gutiérrez.                         |
| 1994        | Nano                                        | Canal 13   | Rafael del Molino López.                     |
| 1994 - 1995 | Perla negra                                 | Telefe     | Fernando Álvarez Toledo (hijo).              |
| 1995        | Sheik                                       | Canal 13   | Mohamed.                                     |
| 1995        | Poliladron                                  | Canal 13   | Luciano.                                     |
| 1996        | Homenaje al teatro nacional contemporáneo   | Canal 9    | Episodio:Papá querido / La Malasangre.       |
| 1997        | Ricos y famosos                             | Canal 9    | Darío Servente.                              |
| 1998        | La condena de Gabriel Doyle                 | Canal 9    | Mago.                                        |
| 1998 - 1999 | Muñeca brava                                | Telefe     | Damián Rapallo.                              |
| 1999 - 2000 | Cabecita                                    | Telefe     | Mariano.                                     |
| 2001        | Yago, pasión morena                         | Telefe     | Aldo Sirenio.                                |
| 2002        | 1000 millones                               | Canal 13   | Marcos Lanari.                               |
| 2003        | Los simuladores                             | Telefe     | Pablo Donzis. Episodio: Los Cuatro Notables. |
| 2003        | Son amores                                  | Canal 13   | Osvaldo Rigole.                              |
| 2004        | Floricienta                                 | Canal 13   | Eduardo Fazzarino.                           |
| 2005        | Doble vida                                  | América TV | Barreiro.                                    |
| 2005        | Mujeres asesinas                            | Canal 13   | Episodio: Sandra, la Gestora.                |
| 2006        | Collar de Esmeraldas                        | Canal 13   | Dardo.                                       |
| 2007        | Cuentos de Fontanarrosa                     | Canal 7    |                                              |
| 2008        | Mujeres de nadie                            | Canal 13   | Doctor Emilio Kessler.                       |
| 2008        | Algo habrán hecho por la historia argentina | Telefe     | Roque Sáenz Peña.                            |
| 2011        | El elegido                                  | Telefe     | Dante Oviedo.                                |

## Cine
| Año  | Película                     | Papel                      | Director / Directores           |
| ---- | ---------------------------- | -------------------------- | ------------------------------- |
| 1983 | No habrá más penas ni olvido | Matón                      | Héctor Olivera.                 |
| 1984 | Darse cuenta                 |                            | Alejandro Doria.                |
| 1987 | Obsesión de venganza         | El Rata "El Doctor",       | Emilio Vieyra                   |
| 1987 | Mirta, de Liniers a Estambul | Enrique.                   | Jorge Coscia y Guillermo Saura. |
| 1987 | Chorros                      | Kaplan.                    | Jorge Coscia y Guillermo Saura. |
| 1989 | Después del último tren      |                            | Miguel Mirra.                   |
| 1996 | Veredicto final              |                            | Jorge Darnell.                  |
| 1998 | El faro                      | Fernando.                  | Eduardo Mignogna.               |
| 1999 | El mar de Lucas              | Secretario del Intendente. | Víctor Laplace                  |
| 2000 | Buenos Aires plateada        |                            | Luis Barone                     |

## Teatro
| Año         | Obra                                                       |
| ----------- | ---------------------------------------------------------- |
| 1976        | Tiempo de vivir.                                           |
| 1977        | Sólo 80.                                                   |
| 1977/1978   | Despertar de Primavera.                                    |
| 1978        | Butley.                                                    |
| 1981        | El cruce del Niágara.                                      |
| 1981        | Don Elías, campeón.                                        |
| 1981        | Lejana tierra prometida - Ciclo "Teatro Abierto".          |
| 1982        | Chorro de caño.                                            |
| 1985        | En boca cerrada.                                           |
| 1987        | Pericones.                                                 |
| 1989 / 1990 | Mal de padre.                                              |
| 1999        | Locos de verano,                                           |
| 2001        | Sector Ciegos *Dirección* - Ciclo Teatro por la Identidad. |
| 2004        | Nuevas directivas para el tiempo de paz.                   |
| 2005        | Lisandro.                                                  |
| 2008 / 2009 | El diario de Ana Frank.                                    |
| 2010        | Chicas de calendario.                                      |
| 2010        | El conventillo de la Paloma.                               |

## Radio
| Año  | Título                     | Rol | Estación          |
| ---- | -------------------------- | --- | ----------------- |
| 2008 | Radioteatro x la identidad |     | Antena Libre 89.1 |

## Premios y nominaciones
| Año  | Premios               | Categoría                                                | Programa                              | Nota    | Resultado |
| ---- | --------------------- | -------------------------------------------------------- | ------------------------------------- | ------- | --------- |
| 1993 | Premios Martín Fierro | Mejor Actor de Reparto                                   | Celeste Siempre Celeste               |         | Nominado  |
| 1994 | Premios Martín Fierro | Mejor Actor de Reparto                                   | Celeste Siempre Celeste               |         | Nominado  |
| 1995 | Premios Martín Fierro | Mejor Actor de Reparto                                   | Sheik                                 |         | Nominado  |
| 2005 | Premios ACE           | Mejor Actor Protagónico en Comedia y/o Comedia Dramática | Nuevas directivas para tiempos de paz |         | Nominado  |
| 2006 | Premios Martín Fierro | Mejor Comedia Juvenil                                    | Las Aventuras del Doctor Miniatura    |         | Nominado  |
| 2006 | Premios ACE           | Mejor Actor de Reparto                                   | Lisandro                              |         | Ganador   |
| 2008 | Premios ACE           | Mejor Actor de Reparto en Drama                          | El diario de Anna Frank               |         | Ganador   |
| 2011 | Premios Konex         | Mejor Actor de Televisión                                | Período 2001-2010                     | Póstumo | Ganador   |

## Frases
- “Antes que la popularidad, yo creo que lo más importante es que el actor pueda contribuir al enriquecimiento cultural de su pueblo”.